# Resolutie 1998 Veiligheidsraad Verenigde Naties
Resolutie 1998 van de Veiligheidsraad van de Verenigde Naties werd unaniem door de VN-Veiligheidsraad aangenomen op 12 juli 2011.
De resolutie handelde over kinderen in gewapende conflicten en verklaarde onder meer scholen en ziekenhuizen verboden terrein voor gewapende groepen en militaire activiteiten.

## Inhoud

### Waarnemingen
De Veiligheidsraad bevestigde zijn verantwoordelijkheid voor het handhaven van de internationale vrede en veiligheid en wilde iets doen om de impact van gewapende conflicten op kinderen aan te pakken.
Alle partijen in gewapende conflicten werden nog eens opgeroepen de internationale verdragen ter zake na te leven.
De overheden speelden de grootste rol in het beschermen en opvangen van kinderen ten tijde van conflict.
Men was erg bezorgd over aanvallen en de dreiging daarvan op scholen en ziekenhuizen en ook de sluiting van scholen en ziekenhuizen als gevolg.

### Handelingen
De Veiligheidsraad veroordeelde het gebruik van kinderen in gewapende conflicten, moord, verminking, verkrachting, ander seksueel geweld, ontvoering, aanvallen op scholen en ziekenhuizen en het ontzeggen van toegang tot humanitaire hulp door partijen in conflicten tegen kinderen.
Op partijen in gewapend conflict werd aangedrongen de toegang van kinderen tot onderwijs en medische zorg niet te hinderen.
De Secretaris-Generaal moest blijven toezien en rapporteren op het militaire gebruik van scholen en ziekenhuizen en aanvallen op of ontvoeringen van leraren en medisch personeel.
Sedert eerdere resoluties waren een aantal partijen reeds gestopt met het gebruiken van kinderen.
Bij andere werd erop aangedrongen alsnog aan de regels te voldoen en hiertoe een plan op te stellen.
Alle landen werd gevraagd maatregelen te nemen tegen hen die het internationaal recht met betrekking tot kinderen schonden.

## Verwante resoluties
- Resolutie 1894 Veiligheidsraad Verenigde Naties (2009)
- Resolutie 1960 Veiligheidsraad Verenigde Naties (2010)
- Resolutie 2068 Veiligheidsraad Verenigde Naties (2012)
- Resolutie 2143 Veiligheidsraad Verenigde Naties (2014)

Lijst ·  1967 ·  1968 ·  1969 ·  1970 ·  1971 ·  1972 ·  1973 ·  1974 ·  1975 ·  1976 ·  1977 ·  1978 ·  1979 ·  1980 ·  1981 ·  1982 ·  1983 ·  1984 ·  1985 ·  1986 ·  1987 ·  1988 ·  1989 ·  1990 ·  1991 ·  1992 ·  1993 ·  1994 ·  1995 ·  1996 ·  1997 ·  1998 ·  1999 ·  2000 ·  2001 ·  2002 ·  2003 ·  2004 ·  2005 ·  2006 ·  2007 ·  2008 ·  2009 ·  2010 ·  2011 ·  2012 ·  2013 ·  2014 ·  2015 ·  2016 ·  2017 ·  2018 ·  2019 ·  2020 ·  2021 ·  2022 ·  2023 ·  2024 ·  2025 ·  2026 ·  2027 ·  2028 ·  2029 ·  2030 ·  2031 ·  2032